# Femme de feu (film, 1950)
Pour les articles homonymes, voir Femme de feu.
Pour plus de détails, voir Fiche technique et Distribution.
Femme de feu (امرأة من نار, Imra'ah Menn Nar) est un film dramatique égyptien réalisé par Gianni Vernuccio et sorti en 1950.

## Synopsis
Une étrangère épouse un Égyptien dont l'employeur la courtise. Elle dénonce à son mari les avances de l'homme et lui demande de le tuer. Le patron échappe à la tentative, mais son mari meurt sous les roues du tramway qui devait tuer son rival. Entre-temps, la femme s'enfuit avec un nouveau compagnon et laisse son fils à une amie.

## Fiche technique
- Titre français : Femme de feu[1]
- Titre original : امرأة من نار, Imra'ah Menn Nar[2]
- Réalisation : Gianni Vernuccio, assisté de Youssef Chahine
- Scénario : Salah Zohni, Gianni Vernuccio
- Photographie : Massimo Dallamano
- Sociétés de production : Sphinx Films
- Pays de production :  Égypte
- Langue originale : arabe
- Format : Noir et blanc
- Genre : Drame
- Durée : 96 minutes
- Date de sortie : 
  - Italie : 1er mars 1950

## Distribution
- Rushdy Abaza
- Camelia
- Abdel Aziz Mahmoud
- Mokhtar Osman
- Lola Sedky